# عروسی یونانی پرریخت‌وپاش و بزرگ من ۲
عروسی یونانی پرریخت‌وپاش و بزرگ من ۲ (انگلیسی: My Big Fat Greek Wedding 2) فیلمی در ژانر کمدی رمانتیک به کارگردانی کرک جونز و نویسندگی نیا واردالوس است که در سال ۲۰۱۶ منتشر شد. از بازیگران آن می‌توان به واردالوس، جان کوربت، لینی کازان، مایکل کنستانتین، آندره‌آ مارتین، ایان گومز و النا کومپوریس اشاره کرد. این فیلم دنباله‌ای بر فیلم عروسی یونانی پرریخت‌وپاش و بزرگ من (۲۰۰۲) به شمار می‌رود.

## داستان
زندگی «تولا پورتوکالوس-میلر» در آشفتگی است. آژانس مسافرتی او و خشک‌شویی خانوادگی‌شان به‌دلیل رکود اقتصادی تعطیل شده‌اند. تنها کسب‌وکار فعال، رستوران خانوادگی‌ای است که پدرش «گاس» همچنان اداره می‌کند. همسر تولا، «ایان»، مدیر دبیرستانی است که دختر نوجوان‌شان، «پاریس»، در آن درس می‌خواند.
پاریس که در حال درخواست برای ورود به دانشگاه است، احساس خفگی می‌کند چون خانوادهٔ پرجمعیت و صمیمی‌اش پیوسته در زندگی‌اش دخالت می‌کنند. او که به‌شدت به‌دنبال استقلال و خلوت شخصی است، برای دانشگاه‌های سراسر کشور درخواست می‌فرستد. ازدواج تولا و ایان نیز به‌دلیل وسواس تولا برای دخالت در زندگی پاریس و «درست‌کردن» هر مشکلی در خانواده، دچار تنش شده‌است.
در این میان، گاس خود را از نسل مستقیم اسکندر مقدونی می‌داند و می‌خواهد این موضوع را از طریق یک سایت شجره‌نامه تأیید کند. هنگام بررسی اسناد قدیمی، متوجه می‌شود که گواهی ازدواج او و «ماریا» هیچ‌گاه توسط کشیش امضا نشده و از نظر قانونی باطل است. کشیش فعلی اجازه ندارد آن را امضا کند، اما موافقت می‌کند مراسمی تازه برگزار کند.
گاس اصرار دارد که پس از پنجاه سال باید دوباره با ماریا ازدواج کند، اما ماریا می‌خواهد که او از نو، به‌درستی خواستگاری کند. وقتی گاس از این کار خودداری می‌کند، ماریا خشمگین شده و حاضر به برگزاری مراسم نمی‌شود. در همین زمان، وقتی تولا و ایان برای تجدید رابطهٔ عاشقانه‌شان به قرار شام می‌روند، خانواده‌شان آن‌ها را در حال بوسه در ماشین، جلوی خانه، غافلگیر می‌کنند.
وقتی گاس راهی بیمارستان می‌شود، ماریا ابتدا حاضر نمی‌شود با او بیاید و می‌گوید همسرش نیست. گاس از او می‌خواهد که دوباره با او ازدواج کند و این بار، ماریا می‌پذیرد.
ماریا می‌خواهد مراسم ازدواجی داشته باشد که هرگز نداشته، پس یک برنامه‌ریز مراسم استخدام می‌کند. اما برنامه‌ریز پس از روبه‌رو شدن با سلیقه‌های عجیب‌وغریب خانواده، استعفا می‌دهد. کل خانواده، از جمله والدین ایان، «رادنی» و «هریت»، و شریک تجاری «آنجلو»، یعنی «پاتریک»، برای اجرای مراسم همکاری می‌کنند. «نیک» آنجلو را تشویق می‌کند که به والدینش، «وولا» و «تاکی»، بگوید پاتریک نه‌تنها شریک کاری، بلکه شریک زندگی اوست. برادر دورافتادهٔ گاس، «پانوس»، به‌عنوان غافلگیری از یونان می‌رسد.
پاریس در دانشگاه نورث‌وسترن در شیکاگو و دانشگاه نیویورک پذیرش می‌گیرد. او نورث‌وسترن را برای خوشحال‌کردن مادرش انتخاب می‌کند، اما مادربزرگ‌بزرگش قانعش می‌کند که باید به نیویورک برود.
پاریس از پسری به نام «بنت»، که به او علاقه دارد، دعوت می‌کند تا همراهش به مراسم رقص بروند. بنت هم یونانی از آب درمی‌آید، با خانواده‌ای به همان اندازه دیوانه. رقص همان شب مراسم ازدواج است، پس تولا به او اجازه می‌دهد به رقص برود، به شرط آن‌که در مراسم پذیرایی حضور یابد.
در مسیر کلیسا، گاس، پانوس و تاکی پس از نوشیدن چندین شات اوزو مست وارد می‌شوند. ماریا که گاس را در حال رفتارهای سبک‌سرانه می‌بیند، به خشم می‌آید و به اتاق پشتی کلیسا می‌رود، چون احساس می‌کند گاس مراسم را جدی نمی‌گیرد. پانوس به ماریا می‌گوید که گاس عشقش را به او با او در میان گذاشته، پس مراسم ادامه می‌یابد. در حالی‌که گاس و ماریا پیمان خود را تجدید می‌کنند، ایان و تولا نیز در خلوت پیوند خود را از نو تازه می‌کنند. در مراسم رقص، پاریس و بنت نخستین بوسه‌شان را هنگام رقص آهسته تجربه می‌کنند.
در مراسم پذیرایی، گاس نامه‌ای از سایت شجره‌نامه می‌خواند که تأیید می‌کند او از نسل اسکندر مقدونی است. اما ایان درمی‌یابد که تولا این نامه را جعل کرده تا پدرش را خوشحال کند. فیلم با صحنه‌ای به پایان می‌رسد که تمام خانواده، پاریس را تا خوابگاه دانشگاهش در نیویورک بدرقه می‌کنند.